# Michael Imperioli
James Michael Imperioli (ur. 26 marca 1966 w Mount Vernon) – amerykański aktor pochodzenia włoskiego. Rozpoznawany głównie z roli Christophera Moltisanti w serialu Rodzina Soprano.

## Życiorys
Urodził się w Mount Vernon w stanie Nowy Jork we włosko-amerykańskiej rodzinie jako syn Claire Imperioli, aktorki amatorki, i Dana Imperioliego, kierowcy autobusu i aktora amatora. Jego przodkowie pochodzili z Lacjum i Sycylii.
Poza tym, że zagrał jedną z głównych ról w Rodzinie Soprano, pojawił się także w wielu filmach, takich jak Chłopcy z ferajny, Bad Boys, Pocztówki z Ameryki, Ślepy zaułek, Ostatni sprawiedliwy, Rybki z ferajny (głos), Pokerzysta, w którym zagrał główną rolę, czy Mordercze lato, którego był współscenarzystą i współproducentem. Napisał także skrypty do kilku odcinków Rodziny Soprano, prawdopodobnie dlatego postać, którą gra w serialu, lubuje się w pisaniu scenariuszy.
Za rolę Moltisantiego był pięciokrotnie nominowany do nagrody Emmy. Zdobył ją w 2004 za występy w piątym sezonie serialu.
Pracuje także jako dyrektor artystyczny w teatrze Studio Dante.
Jest głównym wokalistą i gitarzystą w zespole rockowym La Dolce Vita (wł. słodkie życie).

## Życie prywatne
W 1995 ożenił się z Victorią Chlebowski, z którą ma troje dzieci. Zamieszkał w Santa Barbara w Kalifornii.

## Filmografia
- Biały Lotos (2022) jako Dominic Di Grasso
- Californication (2014) jako producent telewizyjny Rick Rath
- Nostalgia anioła jako Len Federmann
- Pięć osób, które spotkamy w niebie (2004) jako kapitan
- Ojciec mojego dziecka (2004) jako Dominic
- Rybki z ferajny (2004) jako Frankie (głos)
- Pokerzysta (2003) jako Stu Ungar
- Stracone nadzieje (2000) jako Vinney
- Rodzina Soprano (1999-2007) jako Christopher Moltisanti
- Mordercze lato (1999) jako Midnight
- Przeciwko mafii (1998) jako Louie Milito
- Morderczyni (1997) jako Daniel Birch
- Gorzka nicość (1996) jako Angel
- Oszuści (1996) jako Anthony
- Dziewczyna nr 6 (1996) jako gwałtowny rozmówca
- Ostatni sprawiedliwy (1996) jako Giorgio
- Flirt (1995) jako Michael
- Ślepy zaułek (1995) jako detektyw Jo-Jo
- Przetrwać w Nowym Jorku (1995) jako Bobby
- Uzależnienie (1995) jako misjonarz
- Martwi Prezydenci (1995) jako D'ambrosio
- Bad Boys (1995) jako Jojo
- Pocztówki z Ameryki (1994) jako The Hustler
- Hand Gun (1994) jako Benny
- Amator (1994) jako Odźwierny
- Święci domowego ogniska (1993) jako Leonard Villanova
- Joey Breaker (1993) jako Larry Metz
- Malcolm X (1992) jako reporter
- Ojcowie i synowie (1992) jako Johnny
- Malaria (1991) jako James Tucci
- Chłopcy z ferajny (1990) jako Spider